# Raul Meireles
Raul José Trindade Meireles (sinh ngày 17 tháng 3 năm 1983 ở Porto) là một cựu cầu thủ bóng đá người Bồ Đào Nha từng chơi ở vị trí tiền vệ.
Sau khi bắt đầu sự nghiệp ở Boavista, anh ký hợp đồng với Porto vào năm 2004, nơi anh ra sân trong 198 trận chính thức và giành được 10 danh hiệu lớn, trong đó có 4 chức vô địch Primeira Liga liên tiếp. Từ năm 2010 đến năm 2012, anh thi đấu ở Premier League trong màu áo Liverpool và Chelsea. Năm 2012, anh cùng Chelsea giành chức vô địch Champions League. Sau đó, anh đã trải qua một số mùa giải ở Thổ Nhĩ Kỳ cùng Fenerbahçe trước khi giải nghệ vào năm 2016.
Là tuyển thủ Bồ Đào Nha từ năm 2006, Meireles đã đại diện cho đất nước thi đấu ở 2 kỳ World Cup và 2 kì Euro, có tổng cộng 73 lần ra sân cho đội tuyển và ghi được 10 bàn thắng.

## Sự nghiệp câu lạc bộ

### Boavista
Vào mùa hè 2001, Desportivo das Alves ở giải Liga de Honra (giải hạng hai Bồ Đào Nha) ký hợp đồng mượn Raul Meireles, và anh xuất hiện vào ngày 8 tháng 7. Anh có trận ra mắt chính thức đầu tiên vào ngày 8 tháng 8 năm 2001, trong trận giao hữu với Gondomar, trận đấu Desportivo das Alves thắng 3-0. Trong mùa giải đầu tiên Meireles chỉ có 16 lần ra sân. Ở mùa giải 2002-03, vào ngày 25 tháng 5 năm 2003, anh ghi bàn đầu tiên trong sự nghiệp trong trận gặp União da Madeira - Meireles ghi bàn từ khoảng cách 30m đánh bại thủ môn của União. Anh chỉ ghi 1 bàn trong 26 lần ra sân ở mùa giải đó.
Ở mùa giải 2003-04, anh trở lại Boavista sau 2 năm cho mượn. Meireles có trận ra mắt ở giải Bồ Đào Nha vào ngày 17 tháng 8 năm 2003 gặp SL Benfica, và được bầu là cầu thủ hay nhất trận bởi tờ báo Record của Bồ Đào Nha. Mùa giải đó anh không ghi bàn nào, nhưng có 29 lần ra sân, chứng minh rằng anh là cầu thủ quan trọng với đội bóng.

### Porto
Vào ngày 7 tháng 7 năm 2004, FC Porto ký một bàn hợp đồng có thời hạn năm năm với Meireles, và được báo chí đưa tin vào buổi họp báo ngày 12 tháng 7. Tại đây, Meireles mặc chiếc áo số 33 và đã có màn ra mắt đội bóng mới vào ngày 22 tháng 9 trong trận đấu với União de Leiria tại Estádio do Dragão, anh vào sân từ băng ghế dự bị ở phút 59 và trận đấu kết thúc với tỉ số 1-1. Vào ngày 18 tháng 2 năm 2005, Meireles lần đầu tiên có tên trong đội hình xuất phát của Porto trong trận thắng của đội bóng này trước Belenenses. Năm ngày sau, vào ngày 23 tháng 2, Meireles lần đầu tiên được tham dự UEFA Champions League trong màu áo Porto, và đã chơi cả 90 phút trong trận đấu này trước Inter Milan. Vào mùa giải năm đó, anh chỉ xuất hiện trong 13 trận đấu tại giải VĐQG, trong đó có 10 lần là từ băng ghế dự bị và không ghi được bàn thắng nào.
Ở mùa giải 2005-2006, Meireles đã đánh dấu sự có mặt của mình với bàn thắng đầu tiên cho Porto FC trong lần ra sân thứ 50 cho đội bóng này vào ngày 19 tháng 2 năm 2006, và ở trận đấu đó, Porto đã giành chiến thắng trước Marítimo với cách biệt tối thiểu 1-0. Và cũng chỉ sau đúng ba trận đấu tiếp theo không ghi bàn, Meireles lại tiếp tục nổ súng giúp Porto thắng 2-0 Vitória de Setúbal và giành chức VĐQG vào ngày 10 tháng 3. Ở mùa giải năm đó, Meireles đóng góp hai bàn thắng trong 18 lần ra sân, và cùng Porto giành cú ăn hai (VĐQG Bồ Đào Nha và cúp quốc gia Bồ Đào Nha), đây cũng là chức VĐQG đầu tiên của anh. Trong bốn mùa giải tiếp theo, Meireles vẫn thường xuyên ra sân và được xếp đá ở vị trí tiền vệ. Anh có bàn thắng đầu tiên của mình ở đấu trường Champions League vào mùa giải 2006-2007, ngày 21 tháng 2 năm 2007 trước Chelsea. Anh đã cùng Porto giành thêm ba chức VĐQG (2006–07, 2007–08, và 2008-09), hai cúp Quốc gia (2009 và 2010).

### Liverpool

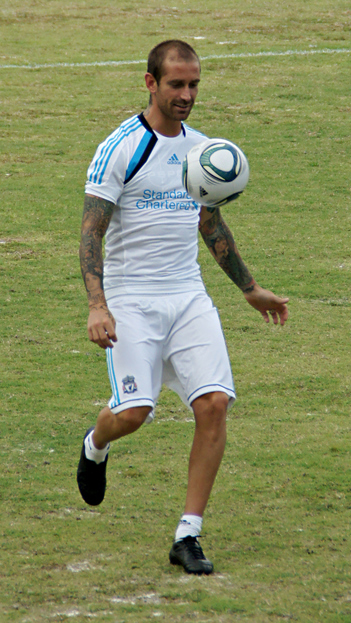
Meireles tập luyện với Liverpool năm 2011.

Vào ngày 29 tháng 8 năm 2010, Meireles chính thức trở thành người của Liverpool theo một bàn hợp đồng trị giá 13 triệu Euro. Tại đây, anh được trao cho chiếc áo số 4, số áo trước đây là của Alberto Aquilani, người đã chuyển tới Juventus vào thời điểm đó dưới dạng cho mượn. Đội bóng thành phố cảng Liverpool đã mua Meireles về như là sự thay thế lý tưởng cho Javier Mascherano, cầu thủ cũng trong mùa hè năm 2010 đã chuyển tới Barcelona. Meireles đã có trận ra mắt đội bóng mới tại Premier League trong trận hòa của Liverpool trước Birmingham City vào ngày 12 tháng 9 năm 2010, trận đấu này anh chỉ được ra sân từ băng ghế dự bị. Chỉ bốn ngày sau, Meireles có trận đấu đầu tiên tại Europa League cùng Liverpool, và đội bóng của anh đã giành chiến thắng 4-1 trước đối thủ khá yếu Steaua Bucureşti tại Anfield. Vào ngày 19 tháng 9, trong trận thua 2-3 của Liverpool trước Manchester United tại Old Trafford, Meireles lần đầu tiên được điền tên trong đội hình xuất phát của đội bóng vùng Merseyside. Bàn thắng đầu tiên của anh cho Liverpool đến trong trận hòa 2-2 với đổi thủ Everton vào ngày 16 tháng 1 năm 2011, đây cũng là trận đấu đầu tiên của Kenny Dalglish trên cương vị huấn luyện viên trưởng của Liverpool. Cũng chỉ sáu ngày sau, bàn thắng thứ hai đã đến với Meireles. Anh đã có một cú volley sấm sét vào lưới Wolverhampton, góp công vào chiến thắng 3-0 của Liverpool ngày hôm đó. Meireles tiếp tục ghi bàn thắng thứ ba của riêng mình chỉ bốn trận đấu sau đó vào ngày 2 tháng 2 năm 2011 trong trận thắng 2-0 của đội chủ sân Anfield trên sân nhà trước Stoke City, và rồi số bàn thắng của Meireles tiếp tục được nâng lên thành con số bốn, khi chính anh là người đã ấn định chiến thắng cho Liverpool trong trận đấu với Chelsea tại Stamford Bridge vào ngày 6 tháng 2. Bàn thắng cuối cùng của Meireles ở mùa giải này đến trong trận đấu của Liverpool trước Wigan Athletic, và nâng tổng số bàn thắng ghi được của anh lên con số năm. Chỉ hai tháng sau, Meireles đã được bầu chọn giải Cầu thủ của năm do các fan hâm mộ bình chọn sau khi đánh bại những tên tuổi lớn như Fernando Torres, Samir Nasri, Dimitar Berbatov hay David Luiz. Meireles bắt đầu mùa giải 2011–12 cùng Liverpool khi được ra sân từ băng ghế dự bị ở phút thứ 75 trong trận đấu với Sunderland. Ở trận đấu tiếp theo, Meireles tiếp tục phải ngồi trên ghế dự bị và chỉ được vào sân ở phút thứ 71, và khi được vào sân, anh đã có một đường kiến tạo giúp Liverpool có bàn thắng vào lưới Arsenal. Chỉ vài ngày sau, 31 tháng 8 năm 2011, Meireles đã đồng ý ký vào một bản hợp đồng chuyển nhượng mới vào những giờ cuối trước khi TTCN hè chính thức đóng cửa.

### Chelsea
Với việc Chelsea muốn mua một tiền vệ sau chấn thương dài hạn của Michael Essien, và nỗ lực không thành công để mua Luka Modrić từ Tottenham Hotspur, người cũ đã ký hợp đồng với Meireles 4 năm vào ngày 31 tháng 8 năm 2011, với một khoản phí không được tiết lộ được báo cáo là trong khu vực 12 triệu bảng. Anh ấy chọn đội hình số 16, do thực tế là anh ấy thường mặc nó khi làm nhiệm vụ quốc tế, và sau đó tuyên bố rằng anh ấy không bao giờ muốn rời Liverpool nhưng đó là cơ hội được làm việc với André Villas-Boas, người mà anh ấy đã trải qua một thời gian ngắn ở Porto, là một cơ hội quá tốt để từ chối.
Meireles có trận ra mắt vào ngày 10 tháng 9 năm 2011 trong trận gặp Sunderland, kết thúc bằng chiến thắng 2-1 trên sân khách khi anh lập công cho Daniel Sturridge bằng một đường chuyền dài.  Trong tháng tiếp theo, anh ghi bàn thắng đầu tiên cho câu lạc bộ trong chiến thắng 5–0 ở vòng bảng Champions League trước KRC Genk. Vào ngày 12 tháng 12, anh ghi bàn lần đầu tiên ở giải quốc nội để góp phần vào chiến thắng 2-1 trên sân nhà trước đội đầu bảng Manchester City, cũng tại Stamford Bridge.
Vào ngày 18 tháng 3 năm 2012, Meireles ghi một bàn và cung cấp hai đường kiến tạo cho Torres, người đã chấm dứt cơn hạn hán bàn thắng kéo dài 24 trận trong chiến thắng 5–2 trên sân nhà trước Leicester City ở tứ kết FA Cup. Vào ngày 4 tháng 4, anh ghi một bàn thắng trong những phút cuối cùng của chiến thắng 2-1 ở tứ kết Champions League trước Benfica, thiết lập trận hòa bốn gần nhất với các nhà đương kim vô địch FC Barcelona; anh giành được danh hiệu đầu tiên của mình trong bóng đá Anh vào ngày 5 tháng 5, sau chiến thắng 2-1 trước đội bóng cũ Liverpool trong trận chung kết FA Cup, nơi anh vào thay Ramires trong 15 phút cuối cùng. Anh ấy ngồi ngoài trong trận chung kết Champions League với Bayern Munich do nhận thẻ vàng trước Barcelona tại Camp Nou, nhưng vẫn được trao huy chương vì sự tham gia của anh ấy sau chiến thắng 4–3 trên chấm phạt đền.

### Fenerbahçe
Vào ngày 3 tháng 9 năm 2012, Meireles được bán cho Fenerbahçe với giá 8 triệu bảng. Anh ấy đã kiếm được 3 triệu euro trong mùa giải đầu tiên, cùng với khoản tiền thưởng 10.000 euro mỗi trận. Anh ghi bàn thắng đầu tiên cho câu lạc bộ Thổ Nhĩ Kỳ vào ngày 4 tháng 10, trong chiến thắng 4–2 trước Borussia Mönchengladbach ở vòng bảng Europa League. Trận đầu tiên của anh ấy tại Süper Lig diễn ra vào ngày 25 tháng 11, trong chiến thắng 4–1 trước Gençlerbirliği.
Vào tháng 12 năm 2012, Meireles bị Liên đoàn bóng đá Thổ Nhĩ Kỳ đưa ra án phạt cấm thi đấu 11 trận vì hành vi khạc nhổ vào trọng tài. Các hành động bị cáo buộc tiếp theo là cáo buộc nhận xét kỳ thị người đồng tính sau khi anh nhận thẻ vàng thứ hai trong hiệp hai của trận thua 1-2 trước đối thủ Galatasaray. Tuy nhiên, lệnh cấm đã được giảm xuống còn bốn trận sau khi có phán quyết rằng anh ta không được nhổ nước bọt vào trọng tài, chỉ bị tội chửi bới.
Meireles ghi một bàn sau 20 lần ra sân trong mùa giải 2013–14, giúp đội bóng của anh giành chức vô địch quốc gia sau ba năm chờ đợi. Trong thời gian ở Istanbul, anh chia sẻ đội bóng với những người đồng hương Bruno Alves, Nani và Vítor Pereira.

## Sự nghiệp quốc tế

### Đội trẻ
Meireles đã đại diện cho đội tuyển U-16 Bồ Đào Nha Giải vô địch U-16 châu Âu năm 2000, đã giành chiến thắng tại Israel sau thất bại 2-1 trước Cộng hòa Séc. Sau đó, anh tham gia Meridian Cup 2001 với lứa tuổi U-17, xuất phát ba lần với vị trí thứ ba chung cuộc.
Vào tháng 11 năm 2001, Meireles có tên trong đội hình U-19 tham dự giải đấu vòng loại Giải vô địch U-19 châu Âu năm 2003, ghi bàn trong trận thua 1-2 trước Belarus nhưng đã giúp đất nước của anh vượt qua vòng loại. Vào ngày 2 tháng 6 năm 2003, anh được chọn bởi đội U-20 cho Giải đấu Toulon, chiến thắng trong cuộc thi và được bầu chọn là cầu thủ xuất sắc thứ hai.
Meireles ra sân thường xuyên trong giai đoạn vòng loại Giải vô địch U-21 châu Âu năm 2004, bao gồm trận đấu play-off với Pháp, nơi anh đã chơi trọn vẹn 90 phút trong loạt sút luân lưu 4–1. Sau đó, anh được huấn luyện viên José Romão chọn cho trận chung kết, xuất hiện trong bốn trong năm trận đấu để giúp đất nước đủ điều kiện tham dự Thế vận hội mùa hè - anh đã trượt bán kết. - trận chung kết với Ý do án treo giò; trong giải đấu Olympic tiếp theo ở Athens, anh ấy đá chính hai lần và xuất hiện trong trận đấu thay người ở hiệp hai trận gặp Iraq, khi Bồ Đào Nha xuất sắc ở vòng bảng với ba điểm.

### Đội tuyển quốc gia

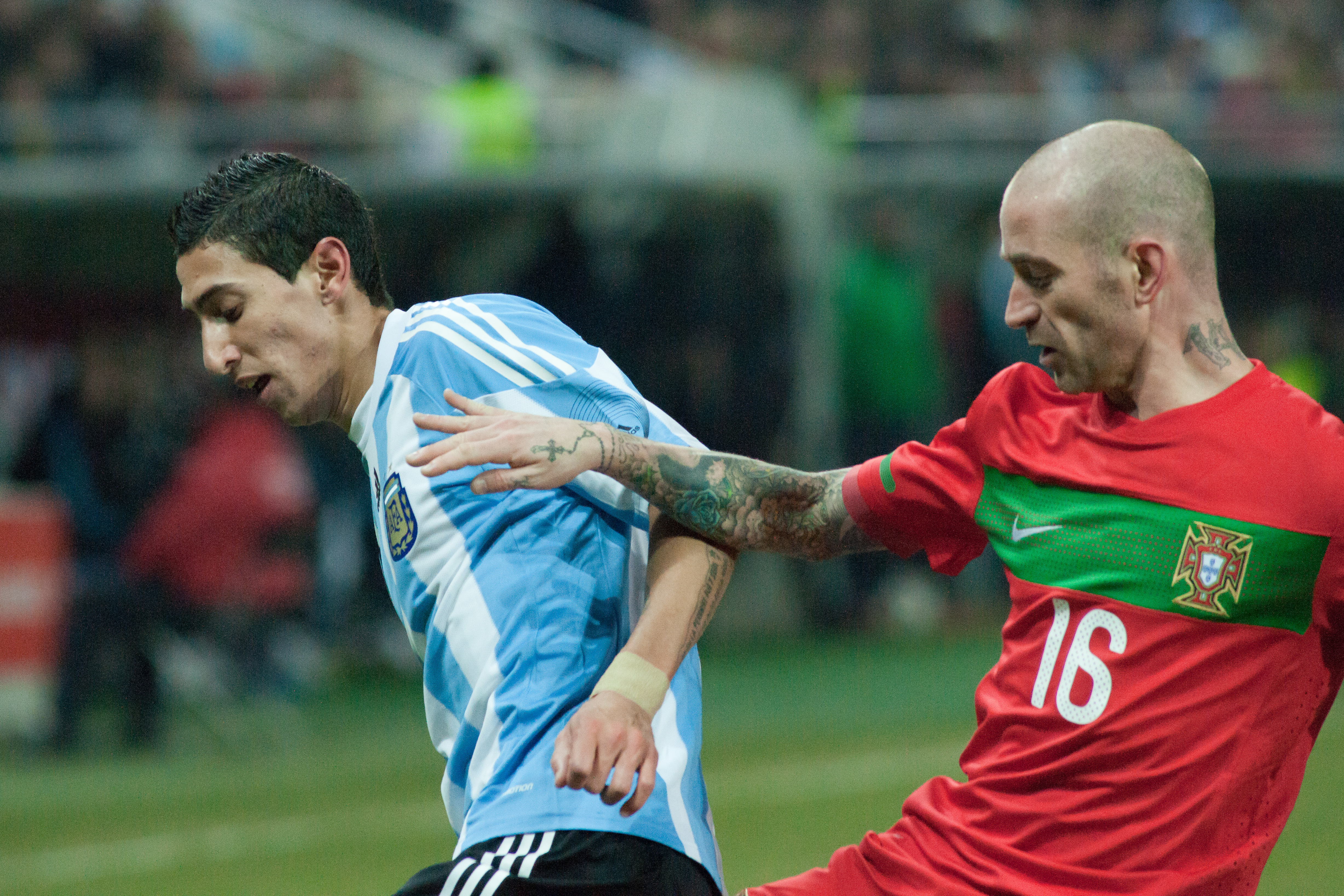
Ángel Di María (trái) và Meireles (phải) tranh giành bóng trong trận giao hữu giữa Bồ Đào Nha và Argentina ngày 9 tháng 2 năm 2011.

Trận đấu đầu tiên của Meireles cho đội tuyển Bồ Đào Nha diễn ra vào ngày 15 tháng 11 năm 2006, khi anh chơi toàn bộ chiến thắng 3–0 trước Kazakhstan ở vòng loại UEFA Euro 2008. Anh ấy được chọn cho các chặng cuối cùng ở Áo và Thụy Sĩ,  đánh dấu màn ra mắt của anh ấy trong một giải đấu quốc tế lớn với bàn thắng trong thành công 2–0 vòng bảng trước Thổ Nhĩ Kỳ (cũng là trận đầu tiên của anh ấy), sau khi vào sân ở phút thứ 83.  Sau đó, anh bắt đầu cùng với một số cầu thủ dự bị trong cuộc đụng độ cuối cùng ở nhóm, thất bại 0–2 trước Thụy Sĩ; 4 ngày sau, anh ấy thay thế João Moutinho trong nửa đầu tiên của trận thua cuối cùng là 2-3 trận tứ kết trước Đức.
Vào ngày 18 tháng 11 năm 2009, Meireles ghi một bàn thắng quan trọng trong chiến thắng 1–0 trên sân khách trước Bosnia và Herzegovina trong trận play-off thứ hai, qua đó đảm bảo suất tham dự FIFA World Cup 2010. Anh có tên trong đội hình 23 người của Carlos Queiroz, và là người bắt chính trong toàn bộ giải đấu, ghi bàn trong trận đấu vòng bảng 7–0 của Triều Tiên tại Cape Town.
Meireles cũng đã xuất hiện cho Bồ Đào Nha tại các giải đấu Euro 2012 (năm lần đá chính cho các trận bán kết) và World Cup 2014 (hai trận, thoát khỏi vòng bảng).

## Thống kê sự nghiệp

### Câu lạc bộ[1][2][3]
| Câu lạc bộ          | Mùa giải            | Giải vô địch        | Giải vô địch | Giải vô địch | Cúp quốc gia | Cúp quốc gia | Cúp liên đoàn | Cúp liên đoàn | Châu lục | Châu lục | Khác | Khác | Tổng cộng | Tổng cộng |
| Câu lạc bộ          | Mùa giải            | Hạng đấu            | Trận         | Bàn          | Trận         | Bàn          | Trận          | Bàn           | Trận     | Bàn      | Trận | Bàn  | Trận      | Bàn       |
| ------------------- | ------------------- | ------------------- | ------------ | ------------ | ------------ | ------------ | ------------- | ------------- | -------- | -------- | ---- | ---- | --------- | --------- |
| Aves (mượn)         | 2001–02             | Segunda Liga        | 18           | 0            | 0            | 0            | —             | —             | —        | —        | —    | —    | 18        | 0         |
| Aves (mượn)         | 2002–03             | Segunda Liga        | 26           | 1            | 0            | 0            | —             | —             | —        | —        | —    | —    | 26        | 1         |
| Aves (mượn)         | Tổng cộng           | Tổng cộng           | 44           | 1            | 0            | 0            | —             | —             | —        | —        | —    | —    | 44        | 1         |
| Boavista            | 2003–04             | Primeira Liga       | 29           | 0            | 0            | 0            | —             | —             | —        | —        | —    | —    | 29        | 0         |
| Boavista            | Tổng cộng           | Tổng cộng           | 29           | 0            | 0            | 0            | —             | —             | —        | —        | —    | —    | 29        | 0         |
| Porto               | 2004–05             | Primeira Liga       | 13           | 0            | 0            | 0            | —             | —             | 2        | 0        | —    | —    | 15        | 0         |
| Porto               | 2005–06             | Primeira Liga       | 18           | 2            | 3            | 0            | —             | —             | 1        | 0        | —    | —    | 22        | 2         |
| Porto               | 2006–07             | Primeira Liga       | 25           | 3            | 1            | 0            | —             | —             | 7        | 1        | 1    | 0    | 34        | 4         |
| Porto               | 2007–08             | Primeira Liga       | 28           | 4            | 4            | 0            | 0             | 0             | 8        | 1        | 1    | 0    | 41        | 5         |
| Porto               | 2008–09             | Primeira Liga       | 28           | 4            | 4            | 1            | 0             | 0             | 9        | 0        | 1    | 0    | 42        | 5         |
| Porto               | 2009–10             | Primeira Liga       | 25           | 2            | 4            | 2            | 1             | 0             | 8        | 0        | 1    | 0    | 39        | 4         |
| Porto               | 2010–11             | Primeira Liga       | 0            | 0            | 0            | 0            | 0             | 0             | 0        | 0        | 1    | 0    | 1         | 0         |
| Porto               | Tổng cộng           | Tổng cộng           | 137          | 15           | 20           | 3            | 1             | 0             | 35       | 2        | 5    | 0    | 198       | 20        |
| Liverpool           | 2010–11             | Premier League      | 33           | 5            | 1            | 0            | 0             | 0             | 7        | 0        | —    | —    | 41        | 5         |
| Liverpool           | 2011–12             | Premier League      | 2            | 0            | 0            | 0            | 1             | 0             | —        | —        | —    | —    | 3         | 0         |
| Liverpool           | Tổng cộng           | Tổng cộng           | 35           | 5            | 1            | 0            | 1             | 0             | 7        | 0        | —    | —    | 44        | 5         |
| Chelsea             | 2011–12             | Premier League      | 28           | 2            | 6            | 2            | 0             | 0             | 11       | 2        | —    | —    | 45        | 6         |
| Chelsea             | 2012–13             | Premier League      | 3            | 0            | 0            | 0            | 0             | 0             | 0        | 0        | 0    | 0    | 3         | 0         |
| Chelsea             | Tổng cộng           | Tổng cộng           | 31           | 2            | 6            | 2            | 0             | 0             | 11       | 2        | 0    | 0    | 48        | 6         |
| Fenerbahçe          | 2012–13             | Süper Lig           | 22           | 2            | 3            | 0            | —             | —             | 8        | 1        | —    | —    | 33        | 3         |
| Fenerbahçe          | 2013–14             | Süper Lig           | 20           | 1            | 0            | 0            | —             | —             | 4        | 1        | 0    | 0    | 24        | 2         |
| Fenerbahçe          | 2014–15             | Süper Lig           | 23           | 2            | 3            | 0            | —             | —             | —        | —        | 1    | 0    | 27        | 2         |
| Fenerbahçe          | 2015–16             | Süper Lig           | 11           | 1            | 3            | 0            | —             | —             | 7        | 0        | —    | —    | 21        | 1         |
| Fenerbahçe          | Tổng cộng           | Tổng cộng           | 76           | 6            | 9            | 0            | —             | —             | 19       | 2        | 1    | 0    | 105       | 8         |
| Tổng cộng sự nghiệp | Tổng cộng sự nghiệp | Tổng cộng sự nghiệp | 356          | 28           | 30           | 3            | 8             | 2             | 72       | 6        | 6    | 0    | 472       | 39        |

1. 1 2 3 4 5 6 7 8  Ra sân tại UEFA Champions League
2. 1 2 3 4 5  Ra sân tại Supertaça Cândido de Oliveira
3. 1 2  Ra sân tại UEFA Europa League
4. ↑  Ra sân tại UEFA Champions League and UEFA Europa League

### Quốc tế[4]
| Bồ Đào Nha | Bồ Đào Nha | Bồ Đào Nha |
| Năm        | Trận       | Bàn        |
| ---------- | ---------- | ---------- |
| 2006       | 1          | 0          |
| 2007       | 4          | 0          |
| 2008       | 11         | 1          |
| 2009       | 12         | 2          |
| 2010       | 12         | 5          |
| 2011       | 10         | 0          |
| 2012       | 11         | 0          |
| 2013       | 8          | 1          |
| 2014       | 4          | 1          |
| Tổng cộng  | 73         | 10         |

### Bàn thắng quốc tế[4]
| #   | Ngày                 | Địa điểm                                     | Đối thủ              | Bàn thắng | Kết quả | Giải đấu                                 |
| --- | -------------------- | -------------------------------------------- | -------------------- | --------- | ------- | ---------------------------------------- |
| 1.  | 7 tháng 6 năm 2008   | Stade de Genève, Geneva, Thụy Sĩ             | Thổ Nhĩ Kỳ           | 2–0       | 2–0     | UEFA Euro 2008                           |
| 2.  | 12 tháng 8 năm 2009  | Rheinpark, Vaduz, Liechtenstein              | Liechtenstein        | 0–2       | 0–3     | Giao hữu                                 |
| 3.  | 18 tháng 11 năm 2009 | Bilino Polje, Zenica, Bosnia and Herzegovina | Bosna và Hercegovina | 0–1       | 0–1     | Vòng loại FIFA World Cup 2010 – Playoffs |
| 4.  | 1 tháng 6 năm 2010   | Complexo Desportivo, Covilhã, Bồ Đào Nha     | Cameroon             | 1–0       | 3–1     | Giao hữu                                 |
| 5.  | 1 tháng 6 năm 2010   | Complexo Desportivo, Covilhã, Bồ Đào Nha     | Cameroon             | 2–0       | 3–1     | Giao hữu                                 |
| 6.  | 21 tháng 6 năm 2010  | Cape Town Stadium, Cape Town, Nam Phi        | CHDCND Triều Tiên    | 1–0       | 7–0     | FIFA World Cup 2010                      |
| 7.  | 3 tháng 9 năm 2010   | D. Afonso Henriques, Guimarães, Bồ Đào Nha   | Síp                  | 2–2       | 4–4     | Vòng loại UEFA Euro 2012                 |
| 8.  | 12 tháng 10 năm 2010 | Laugardalsvöllur, Reykjavík, Iceland         | Iceland              | 1–2       | 1–3     | Vòng loại UEFA Euro 2012                 |
| 9.  | 10 tháng 9 năm 2013  | Gillette Stadium, Foxborough, Hoa Kỳ         | Brasil               | 1–0       | 1–3     | Giao hữu                                 |
| 10. | 5 tháng 3 năm 2014   | Dr. Magalhães Pessoa, Leiria, Bồ Đào Nha     | Cameroon             | 2–1       | 5–1     | Giao hữu                                 |

## Danh hiệu

### Câu lạc bộ

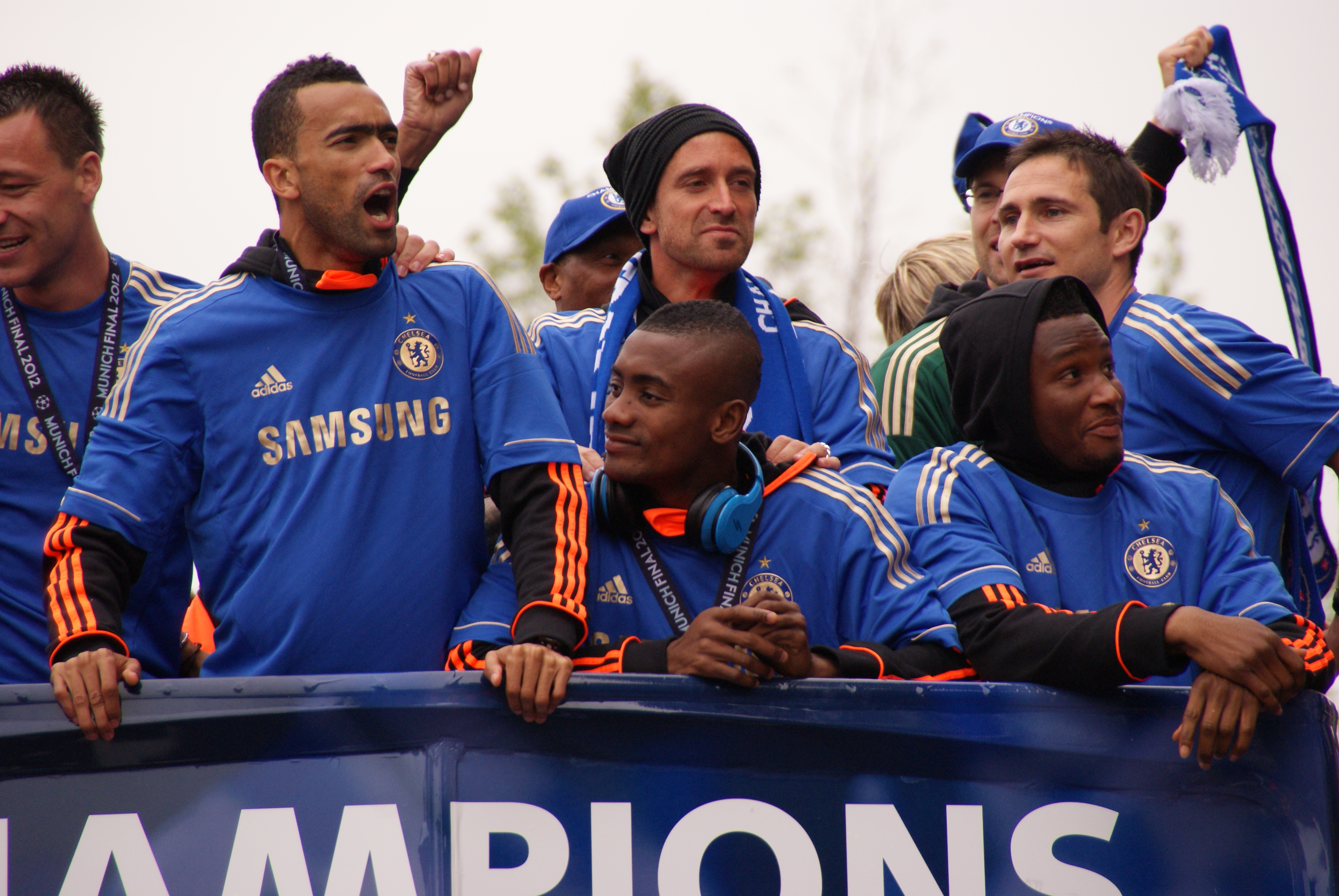
Meireles (giữa) cùng Chelsea diễn hành ăn mừng chức vô địch UEFA Champions League 2011–12.

#### Porto[5]
- Primeira Liga: 2005–06, 2006–07, 2007–08, 2008–09
- Taça de Portugal: 2005–06, 2008–09, 2009–10
- Supertaça Cândido de Oliveira: 2006, 2009, 2010

#### Chelsea[5]
- FA Cup: 2011–12
- UEFA Champions League 2011–12: 2011–12

#### Fenerbahçe[5]
- Süper Lig: 2013–14
- Turkish Cup: 2012–13
- Turkish Super Cup: 2014

### Quốc tế
U-16 Bồ Đào Nha
- Giải vô địch bóng đá U-16 châu Âu: 2000